# Waltham (Massachusetts)
Waltham é uma cidade localizada no condado de Middlesex no estado estadounidense de Massachusetts. No Censo de 2010 tinha uma população de 60.632 habitantes. A sua população estimada, em meados de 2019, é de 62.495 habitantes.

## Geografia
Waltham encontra-se localizada nas coordenadas 42° 23′ 20″ N, 71° 14′ 32″ O. Segundo a Departamento do Censo dos Estados Unidos, Waltham tem uma superfície total de 35.64 km², da qual 33.01 km² correspondem a terra firme e 2.63 km² é água.

## Demografia
Segundo o censo de 2010, tinha 60.632 pessoas residindo em Waltham. A densidade populacional era de 1.702,18 hab./km². Dos 60.632 habitantes, Waltham estava composto pelo 75.37% brancos, o 6.02% eram afroamericanos, o 0.23% eram amerindios, o 9.66% eram asiáticos, o 0.12% eram insulares do Pacífico, o 6.11% eram de outras raças e o 2.49% pertenciam a duas ou mais raças. Do total da população o 13.66% eram hispanos ou latinos de qualquer raça.